# Regizor de televiziune
În cadrul filmelor de televiziune sau al serialelor de televiziune, un regizor de televiziune are un rol identic cu cel al unui regizor de film. Cu toate acestea, trebuie să se confrunte cu constrângeri specifice, cum ar fi un buget și o durată de filmare în general mai limitate decât la o producție de film. Există și constrângeri artistice, în special pentru seriale, unde trebuie să-și adapteze producția la formatul respectiv.
La emisiunile care sunt televiziune, de divertisment, sportive, înregistrare de evenimente, unde prin definiție nu poate fi controlată complet acțiunea, rolul său devine în principal acela de director de imagine, cu scopul de a transcrie acțiunea într-un mod plăcut și de înțeles pentru telespectator. În general, astfel de filmările folosesc mai multe camere, în direct și în timp real (sau în condiții live, adică cu editare ulterioară limitată). Sarcina regizorului este să aleagă imaginea de la cea mai bună cameră (poziția camerelor , unghiul lor de vizualizare), la momentul potrivit, în timp ce dă instrucțiuni celorlalți operatori de cameră, pentru a avea o gamă largă de imagini și pentru a acoperi eficient toată acțiunea. 